# Фосфід цинку
Фосфід цинку (Zn3P2) — неорганічна хімічна сполука. Зустрічається у вигляді темно-сірих кристалів склоподібної структури з часниковим запахом. Запах зумовлений гідролізом  фосфіду цинку і виділенням отруйного газу фосфіну. Розчиняється у воді, реагує з кислотами, виділяючи фосфін. Розчинний у спирті і бензині.

## Одержання
- Сплавлювання червоного фосфору з цинковим пилом

{\displaystyle {\mathsf {3Zn+2P\longrightarrow Zn_{3}P_{2}}}}

## Хімічні властивості
- Гідроліз:

{\displaystyle {\mathsf {Zn_{3}P_{2}+6H_{2}O\longrightarrow 2PH_{3}+3Zn(OH)_{2}}}}
- Взаємодія з кислотами:

{\displaystyle {\mathsf {Zn_{3}P_{2}+6HCl\longrightarrow 2PH_{3}+3ZnCl_{2}}}}

## Застосування
Фосфід цинку використовується як  родентицид. Суміш їжі і фосфіду цинку залишають у місцях скупчення гризунів. Кислота в травній системі гризуна реагує з фосфідом, виділяючи отруйний газ фосфін. Подібний метод знищення шкідників знаходить застосування в тих місцях, де гризуни набули стійкість до інших видів отрут. Аналогічними зооцидами є фосфід алюмінію і фосфід кальцію.
Фосфід цинку додають до принад в кількості приблизно 2-5%. У таких принад є сильний і гострий подібний до часнику аромат, який приваблює гризунів. Принади повинні містити достатню кількість фосфіду цинку, щоб убити гризунів; несмертельна доза у гризунів в майбутньому може викликати огиду до таких принад.

## Токсичність
Речовина подразнює дихальні шляхи. Вдихання фосфіну, що утворюється при гідролізі фосфіду цинку, може викликати набряк легенів. Фосфід цинку вражає печінку, нирки, серце і нервову систему. Вплив у великій дозі може викликати смерть.

## Екологічні ризики
Фосфід цинку, застосовуваний під різними назвами, завдає величезної екологічної шкоди, отруюючи у великій кількості нецільові види тварин, а його токсичність зберігається роками. Скльовуючи отруйні гранули (для отруєння птиці досить склювати до 10-15 гранул) або комах, що поїдають на них масло, гинуть різні зерно- і комахоїдні птахи, що належать до гороб'ячих і курячих. При поїданні отруєних гризунів і птахів, відбувається вторинне отруєння і гинуть хижі птахи та ссавці. До них слід віднести перш за все занесених до Червоної книги України таких тварин : авдотка, кроншнеп великий, тиркушка степова, європейський, одеський, білозубий, піщаний, буковинський, подільський сліпаки, ховрахи, мишівки темна і степова, звичайний і сірий хом'яки, пеструха звичайна, звичайний сліпачок, перегузня, горностай, тхір степовий, корсак, дрохва, стрепет, великий і малий підорлики, степовий орел, луговий і степовий луні, сірий і степовий журавлі, казарка червоновола, мала білолоба гуска, канюк, чорний і червоний шуліки, могильник, а також не занесені до Червоної книги тварини — різні дрібні гризуни, кроти, ґрунтові безхребетні, дикі качки, гуси, куріпки, фазани, граки, зяблики, чайки, лелеки, чаплі, вьюрки, вівсянки, горобці, жайворонки, голуби, ворони, галки, деркач, байбаки, зайці, вепри, вовки, лисиці, шакали, борсуки, сарни, єноти, бродячі собаки і коти, тхори.
Безконтрольний продаж фосфіду цинку під різними назвами в Україні, а також його невибірковість і висока токсичність призводять до того, що в населених пунктах фосфідом цинку масово труять бродячих собак, а також отруюють тварин у зоопарках. Застосування фосфіду цинку заборонено рішенням Київського апеляційного адміністративного суду 24 вересня 2013.
Наказом Міністерства екології та природних ресурсів України № 500 від 5.12.2013 фосфід цинку і всі його препаративні форми зняті з державної реєстрації та повністю заборонені в Україні.

## Ресурси Інтернету
- Екологи вимагають заборонити фосфід цинку  [Архівовано 28 вересня 2013 у Wayback Machine.]
- Допоможемо екологам заборонити фосфід цинку  [Архівовано 27 вересня 2013 у Wayback Machine.]